# Донахью, Патрик Джеймс
Патрик Джеймс Донахью (англ. Patrick James Donahue; 15 апреля 1849, Литтл-Малверн, графство Вустершир, Великобритания и Ирландия — 4 октября 1922, Уилинг, США) —  прелат Римско-католической церкви, 3-й епископ Уилинга.
За активную деятельность по возведению церквей и церковно-общественных учреждений был прозван паствой «Великим Зодчим». Его имя присвоено одному из корпусов Уилингского иезуитского университета, основанного в 1955 году.

## Биография
Патрик Джеймс Донахью родился в деревне Литтл-Малверн, в графстве Вустершир 15 апреля 1849 года. В 1863 году поступил в элитное частную школу при монастыре святого Михаила в Херефорде. В 1865 году продолжил образование в католическом колледже святого Георгия близ города Бат. В 1869 году завершил образование и стал преподавателем английского языка и математики.
В 1873 году переехал в США и поселился в городе Вашингтон. Здесь он поступил в юридическую школу Университета Джорджа Вашингтона. В 1876 году был принят в коллегию адвокатов. Юридической практикой занимался до 1883 года. В том же году поступил в Высшую семинарию и университет Сент-Мэри в Балтиморе, в штате Мэриленд.
19 декабря 1885 года был рукоположен в священники архиепископом Джеймсом Гиббонсом. После рукоположения был назначен клириком церкви святого Иоанна в Балтиморе. С 1886 по 1891 год был канцлером Балтиморской епархии. С 1891 по 1894 год служил ректором Национальной базилики Взятия на небо Девы Марии.
22 января 1894 года Папа Лев XIII назначил Патрика Джеймса Донахью епископом Уилинга. Хиротония состоялась в Балтиморе 8 апреля того же года; основным консекратором был архиепископ Джеймс Гиббонс, которому сослужили епископы Джон Самуэль Фолей и  Лео Майкл Хайд.
При нём епархия Уилинга вступила в период стремительного развития. Епископ основал 38 приходов, 6 миссий, 4 госпиталя, 2 монастыря, несколько школ и приют. С 1895 года он начал издавать первый официальный епархиальный журнал и церковный календарь. Принимал участие в VI епархиальном синоде в 1899 году. При нем число священников в епархии возросло более, чем в три раза, а число прихожан увеличилось с 20 000 до 62 000 человек. За все эти достижения он получил прозвище «Великий Зодчий».
Патрик Джеймс Донахью управлял епархией в течение двадцати восьми лет. Он умер от болезни сердца 4 октября 1922 года в городе Уилинг, в штате Западная Виргиния.